# 나이트로글리세린
나이트로글리세린(Nitroglycerin)(영어: IPA: [nàitrouɡlísərin] 나이트로우글리서린[*]) 또는 니트로글리세린은 삼질산글리세롤이라고도 불리는 화합물로, 분자식은 C3H5(NO3)3이다. 폭발성과 유독성을 가진 투명무색의 기름같은 액체이다.

## 화학적 성질
분자량은 227.09, 비중은 1.596(15 °C)이며 물에는 녹지 않고 에탄올과 같은 유기 용매에 잘 녹기 때문에 화학적으로 나이트로 화합물보다는 유기 화합물에 좀 더 가깝다.
나이트로글리세린은 1847년 개발된 이래 폭발물, 주로 다이너마이트의 제조에 활성 성분으로 사용되었고, 주로 건설, 철거, 광업 등에 이용되었다. 1880년대 이후 나이트로글리세린은 군용 무기로 사용되었고, 나이트로셀룰로스용 젤라틴화제는 코딜 및 볼리 사이트와 같은 일부 고체 추진제에서도 사용되었다.
또한 나이트로글리세린은 130년이 넘도록 협심증 및 만성 심부전증과 같은 관상동맥 질환을 치료하기 위한 강력한 혈관 확장제 등 의학적인 용도로 사용되기도 했다. 나이트로글리세린의 이러한 유익한 효과는 강력한 정맥 이완제인 이산화 질소가 치환되어 있기 때문인 것으로 알려져 있었고, 이러한 치환을 돕는 효소는 알데하이드 탈수소화 효소인 것으로 나중에 밝혀졌다.
나이트로글리세린은 설하정, 스프레이, 패치로 구할 수 있다. 제안된 다른 용도는 전립선 암 치료이다. 또한 만성 항문 균열 치료를 위해 매우 적은 양으로 국소 마취제로도 사용된다.
이탈리아의 화학자 아스카니오 소브레로(Ascanio Sobrero)가 처음 합성하였다. 그 뒤 알프레드 노벨이 연구하고 개발하여 수많은 변화를 거쳤다. 특히 노벨의 연구 가운데 눈에 띄는 점은 불안정한 니트로글리세린을 안정화하여 다이너마이트라는 폭발물을 개발하였다는 것이다.
혼합물의 점도를 증가시키는 나이트로셀룰로스를 함유한 다이너마이트 혼합물은 일반적으로 젤라틴으로 알려져 있다.

## 역사
- 나이트로글리세린은 흑색화약보다 폭발력이 강한 최초의 폭발물질이었다. 나이트로글리세린은 토리노 대학의 테오필 줄 펠루즈(Théophile-Jules Pelouze)의 밑에서 일하던 이탈리아의 화학자 아스카니오 소브레로(Ascanio Sobrero)에 의해 1847년 최초로 합성되었다. 소브레로는 발견 당시 그것을 '피로글리세린'이라고 불렀고, 나이트로글리세린을 폭발물로 사용하는 것에 대해 강하게 경고했다. 이후에, 나이트로글리세린은 노벨에 의해 상업적으로 유용한 폭발물로 채택되었는데 노벨은 그의 남동생인 에밀 오스카 노벨(Emil Oskar Nobel)이 이후로 위험한 화합물을 다루는 안전한 방법을 실험했다.

- 스웨덴 헬렌보그에 있는 노벨의 무기 공장에서 몇몇 공장 노동자들이 나이트로글리세린의 폭발로 사망했다.

- 1866년 4월, 미국의 시에라네버다 산맥을 통해 약 500미터 너머에 있는 정상 회담 터널 건설을 빠르게 완료하기 위해 나이트로글리세린을 이용한 발파 폭발 실험을 진행할 계획이였다. 실험을 진행하기 위해 캘리포니아에 위치한 센트럴-퍼시픽 철도로 액체상태의 나이트로글리세린이 담긴 상자를 3개 운반하고 있었는데, 상자 중 하나가 폭발하여 샌프란시스코에 위치한 웰스 파고의 회사 사무실이 폭발하였고, 그로 인해 사무실 안에 있던 직원 15명이 사망했다. 이러한 사건으로 인해 캘리포니아에서는 액체 나이트로글리세린의 운송이 완전히 금지되었다.

- 북미 최초의 대륙 횡단 철도 완공을 위해 필요한 하드 록 시추 및 발파 작업에는 나이트로글리세린의 현장 제조가 필요했다. 액체상태의 나이트로글리세린은 다른 곳에서도 사용이 금지되었으며, 이러한 법적 규제로 인해, 1867년 알프레드 노벨과 그의 회사는 규조토와 나이트로글리세린을 혼합하여 만든 다이너마이트를 개발하게 되었다."듀얼린"(1867), "리토프렉터(1869)" 및 "젤릭나이트(1875)"와 같은 유사한 혼합물들은 나이트로글리세린을 다른 비활성 흡착제와 혼합하여 만들었으며, 여러 다이너마이트 제조 회사에서 다양한 조합을 만들어냈으며, 이에 대한 특허는 절대적으로 노벨이 보유하고 있다.
- 아질산 아밀(amyl nitrite)이 가슴 통증 완화에 도움이된다는 사실을 발견한 윌리엄 머렐(William Murrell) 박사는 협심증을 완화하고 혈압을 낮추기 위해 나이트로글리세린 (nitroglycerin) 실험을 했다. 그는 1878년에 묽게 희석된 나이트로글리세린을 투여하는 방법으로 심장 질환이 있는 환자를 치료하기 시작했으며, 그가 1879년에 <The lancet>이라는 저널에 결과를 발표한 직후에는 이 치료법이 보편적으로 사용되었다.

- 1896년, 노벨은 사망하기 몇 달 전에 나이트로글리세린을 처방받았다. 그리고 그는 심장 상태에 대해 친구에게 다음과 같은 편지를 썼다. "내가 스스로 발명한 것으로 처방을 받다니, 아이러니한 운명이 아닌가? 의료진들은 화학자와 대중이 두려워하지 않기 위해 '삼질산 글리세롤'이라고 부른다." 의료 시설에서도 같은 이유로 삼질산 글리세롤이라는 이름을 사용했다.

## 전시 생산 요금
대량의 니트로 글리세린은 제 1 차 세계 대전과 제 2 차 세계 대전 중에 군용 추진체 및 군사 공학 작업용으로 제조되었다. 제 1 차 세계 대전 중, HM 공장, 영국에서 가장 큰 추진기 공장 인 Gretna는 일주일에 약 800 톤의 cordite RDB를 생산했다. 이 양은 1 주일에 적어도 336 톤의 니트로 글리세린을 필요로한다 (수득률은 100%라고 가정한다). 왕립 해군은 영국 해군 Cordite 공장의 Holton Heath에 자체 공장을 가지고있었다. 온타리오 주 노벨 (Nobel)에 소재한 Canadian Explosives Limited (캐나다 폭발물 공장)는 한달에 1,500,000 lb (680 t)의 cordite를 생산하도록 설계되었으므로 한 달에 약 286 톤의 니트로 글리세린이 필요하다.

## 불안정성 및 둔감화
순수한 형태로 니트로 글리세린은 접촉 폭발물이며 물리적 인 충격으로 인해 폭발 할 수 있으며 시간이 지남에 따라 더욱 불안정한 형태로 분해된다. 이것은 니트로 글리세린을 운반하거나 사용하는데 있어 매우 위험하다. 희석되지 않은 형태로, 이것은 최근에 개발 된 RDX 및 PETN에 필적하는 세계에서 가장 강력한 폭발물 중 하나이다.
초기에 액체 니트로 글리세린은 약 5 ~ 10 ° C (40 ~ 50 ° F)로 냉각시킴으로써 "둔감화"될 수 있음이 밝혀졌다. 이 온도에서 니트로 글리세린은 고형화되면서 응고한다.  해동과정은 극도로 민감 할 수 있다. 특히 불순물이 존재하거나 너무 빠른 경우 특히 그렇다.[2]  니트로 글리세린을 약 10 ~ 30 %의 에탄올, 아세톤 또는 디 니트로 톨루엔 (dinitrotoluene)을 첨가하는 것과 같이 현대적인 고폭 성약과 거의 "안전"하다고 간주 할 수 있는 지점까지 화학적으로 "둔화"시킬 수 있다.(백분율은 사용된 감감 제제에 따라 다르다.) 감도 줄이기는 "순수한" 제품을 재구성하기위한 추가적인 노력이 필요하다. 이 경우 둔화된 니트로 글리세린은 실질적으로 폭발하기 어렵 기 때문에 실제 적용을 위한 폭발물로 쓸모 없게 될 수도 있다.
니트로 글리세린 사용시 심각한 문제는 13 ° C (55 ° F)의 높은 빙점이다. 고체 니트로 글리세린은 액체보다 충격에 덜 민감한데 이는 폭발물에서 흔히 볼 수있는 특징이다. 과거 니트로 글리세린은 종종 냉동 상태로 운송되었지만 사용 직전 해동 과정에서 많은 사고가 발생했다. 이러한 단점은 니트로 글리세린과 다른 폴리 니트 레이트의 혼합물을 사용함으로써 해결되었다. 예를 들어, 니트로 글리세린과 에틸렌 글리콜 디 니트 레이트의 혼합물은 -29 ° C (-20 ° F)에서 얼 수 있다.

## 폭발
니트로 글리세린 및 임의의 희석제는 확실히 폭연 즉, 연소될 수 있다. 니트로 글리세린의 폭발력은 폭발로부터 파생된다. 초기 분해로 인한 에너지는 주위의 연료를 폭발시키는 강력한 압력파를 발생시킨다. 이것은 연료가 흰색 고온의 가스로 순간적으로 압력에 의해 분해되어 30배의 속도로 폭발 매체를 통해 전파되는 자체 충격파이다. 니트로 글리세린의 폭발은 상온, 대기압에서 원래 부피의 1,200배가 넘는 가스를 생성한다. 방출된 열은 약 5,000 ° C (9,000 ° F)로 온도를 상승시킨다.[5] 이는 폭압과는 상관없이 사용 가능한 연료에만 의존하는 폭연과는 완전히 다르다. 분해로 인해 다른 폭발물과 비교하여 방출되는 단위 가스 입자수에 대한 에너지의 비율이 훨씬 높아져 가장 폭발적인 폭발력을 보이는 폭발물 중 하나가 된다.

## 형태
안정형과 불안정형이 존재한다. 안정형의 경우 녹는점은 약 13°C이지만, 불안정형의 녹는점은 약 2°C이다.

## 제조
나이트로글리세린은 산 촉매에서 나이트로화 반응을 통해 생성된다.

Nitroglycerine synthesis:

산업 제조 공정에서는 종종 글리세롤과 진한 황산과 농축 질산의 거의 1 : 1 혼합물을 반응시킨다. 이것은 질소 산화물이 포함된 적색 발연 질산과 진한 황산이 아니라 질소 산화물이 제거 된 매우 비싼 순수 질산을 백색 발연 질산과 혼합하여 생산할 수 있다. 종종 이 혼합물은 과산화수소를 함유 한 발연 황산 (oleum-sulfuric acid)과 공비산 (공비 약 70 %의 질산, 나머지는 물)으로 알려진 발연 황산을 혼합하는 더 저렴한 방법으로 얻을 수 있다.
황산은 글리세롤의 친 핵성 산소 원자에 의해 공격받는 양성자 화 된 질산을 생성한다. 따라서, 니트로 기는 에스터 C-O-NO2로서 첨가되고 물이 생성된다. 이는 니트로 늄 이온이 친전 자체 인 친 전자 성 방향족 치환 반응과는 다르다.
글리세롤의 첨가는 혼합 산 질산에 대해 통상적으로 발열 반응 (즉, 열이 생성 됨)을 초래한다. 혼합물이 너무 뜨거워지면 뜨거운 질산에 의한 유기 물질의 파괴적인 산화와 폭발 위험이 높은 유독성 이산화질소 가스의 방출과 함께 급격한 반응과 질산 촉진 상태가 발생한다. 따라서, 글리세린 혼합물은 혼합 산 (글리세린에 대한 산이 아닌)을 함유하는 반응 용기에 천천히 첨가된다. 니트로 레이터는 냉수 또는 다른 냉각제 혼합물로 냉각되고 약 22 °C (72 °F)에서 글리세린 첨가를 통해 유지되며,이 온도보다 훨씬 낮으면 에스터화 반응이 너무 느리게 진행되어 사용되기 힘들다. 종종 철 또는 납으로 만들어지며 일반적으로 압축 공기와 함께 교반되는 니트로 레이터 베셀은 그 바닥에 매우 차가운 물의 큰 수영장 위에 매달려 있고 전체 반응 혼합물 (전하라고 함)이있을 수있는 비상 트랩 도어를 가지고 있는데, 폭발을 막기 위해 버려진, drowning이라는 과정이다. 전하의 온도가 약 30 ° C (국가 별 실제 값)를 초과하거나 니트로 레이터의 환기구에 갈색 연기가 보이는 경우 즉시 drowning된다.

## 폭발물추진체로의 사용
톤수에 의한 니트로 글리세린의 주요 사용은 다이너마이트와 추진제와 같은 폭발물에 있다.
니트로 글리세린은 열, 충격 또는 화염에 노출되었을 때 폭발 할 수 있는 유성 액체다.
알프레드 노벨 (Alfred Nobel)은 니트로 글리세린과 불활성 흡수제, 특히 "규조토"또는 규조토를 혼합하여 폭파 폭발물로서 니트로 글리세린의 사용법을 개발했다. 그는 이 폭발적인 다이너마이트의 이름을 1867년에 특허로 냈다.막대기 형태로 준비되어 있었고, 기름이 묻은 방수지에 개별 포장되었다. 다이너마이트 및 이와 유사한 폭발물은 고속도로 및 철도 터널 시추, 채굴, 농경지 경작지 청소, 채석장 작업 및 철거 작업과 같은 토목 공학 업무에 널리 채택되었다. 마찬가지로 군 기술자 건설 및 철거 작업에 다이너마이트를 사용했다.
니트로 글리세린은 총기류에 사용되는 군용 추진제의 성분으로도 사용되었다.
니트로 글리세린은 수력 파쇄 (hydraulic fracturing)와 함께 사용되어 셰일 형성에서 석유와 가스를 회수하는 공정이다. 이 기법은 자연적 또는 수력으로 유도 된 단열계에서 니트로 글리세린을 이동 및 폭발 시키거나 수력적으로 유도 된 단열계에서 니트로 글리세린을 치환 및 폭발시킨 후 펠렛화 된 TNT를 사용하여 우물을 촬영하는 것과 관련된다. 니트로 글리세린은 폭발로 인해 눈에 보이는 연기가 거의 발생하지 않는다는 이점이 있다. 따라서 다양한 종류의 "무연 분말"의 성분으로 유용하다.
그것의 민감한 감도는 군사 폭발물로서 니트로 글리세린의 유용성을 제한했고, TNT, RDX, HMX와 같은 덜 민감한 폭발물이 군수품에서 대체되었다. 그러나 군사 공학에서 니트로 글리세린은 여전히 중요하며, 전투 공병은 여전히 다이너마이트를 사용한다.
Alfred Nobel은 니트로 글리세린과 면화약을 결합하여 ballistite를 개발했다. 그는 1887년에 그것을 특허로 냈다. Ballistite는 군대 추진체로서 많은 유럽 정부에서 채택되었다. 이탈리아가 첫번째로 그것을 채택한다. 영국 정부와 연방 정부는 1889년 영국의 Frederick Abel과 James Dewar가 개발한 것 대신에 cordite를 사용했다. 원래 Cordite Mk I은 58%의 니트로 글리세린, 37%의 guncotton, 5.0%의 petroleum jelly로 구성되어 있다. Ballistite와 cordite는 둘 다 코드의 형태로 제조되었다.
무연 분말은 원래 폭발적인 성분으로 니트로 셀룰로오스를 사용하여 개발되었다.  따라서, 이들은 단일 바탕 추진제로 알려져 있다. 니트로 셀룰로오스와 니트로 글리세린을 모두 포함하는 무연 분말 (이중 바탕 추진제라고도 함)도 개발되었다. 무연 분말은 원래 군사용으로 공급되었지만 민간용으로 개발되어 곧바로 스포츠 용으로 채택되었다. 일부는 스포츠 용 파우더로 알려져 있다.  3 중 기본 추진체는 니트로 셀룰로오스, 니트로 글리세린 및 니트로 구아니딘을 함유하고 있으나 탱크 대포와 해군 포병에 사용되는 것과 같은 극도로 높은 탄약 탄약을 위해 주로 예약되어 있다.
gelignite 으로도 알려진 발파 젤라틴은 니트로 글리세린, 목재 펄프 및 나트륨 또는 칼륨 니트 레이트를 사용하여 1875년 노벨이 발명했다. 이것은 초기 저가의 유연한 폭발물이었다.

## 의료 목적
니트로 글리세린은 질산염이라고 불리는 약물군에 속하는데, 이 약물군은 isosorbide dinitrate(Isordil),  isosorbide mononitrate (Imdur,Ismo,Monoket)와 같은 많은 질산염을 포함한다.이러한 에이전트는 모두 미토콘드리아 알데하이드 탈수소 효소에 의해 체내에서 산화 질소로 전환됨으로써 효과를 나타내며 산화 질소는 강력한 천연 혈관 확장제이다.
의학에서 니트로 글리세린은 협심증 치료제, 심장으로의 혈액과 산소의 부적절한 흐름으로 인한 허혈성 심장 질환의 증상 완화 및 강력한 혈압 강하제로 사용된다. 니트로 글리세린은 심장과 산소의 흐름 사이에서 불균형을 바로 잡는다. 낮은 복용량에서 니트로 글리세린은 동맥보다 정맥을 확장시켜 예압(충전 후 심장의 부피)을 줄인다. 이것은 약효의 주요 메커니즘으로 생각된다. 예하 하중을 줄임으로써 심장은 펌핑할 피가 적어서 열심히 작동할 필요가 없기 때문에 산소 요구량을 줄인다. 또한, 예압이 작으면 심실 벽의 압력(심장 벽에 가해지는 압력)이 줄어들어 심장 동맥의 압박이 감소되어 더 많은 혈액이 심장을 통해 흐르게 된다. 더 많은 용량을 투여하면 동맥도 확장되므로 후 부하가 줄어든다. 즉, 심장이 펌핑해야 하는 압력이 감소한다. 개선된 심근 산소 요구량과 산소 전달 비율은 협심증 발작 동안 가슴 통증의 감소, 혈압의 감소, 심박수의 증가 및 기립성 저혈압의 치료 효과를 유도한다. 특정 신체 활동을 할 때 협심증을 경험한 환자는 활동 시작 5 ~ 10분 전에 니트로 글리세린을 복용하여 증상을 예방할 수 있다. 과량 투여는 메트 헤모글로빈 혈증을 유발할 수도 있다.
니트로 글리세린은 정제, 연고, 정맥 내 사용을 위한 용액, 경피 패치 또는 설하 투여되는 스프레이로 입수 가능하다. 일부 형태의 니트로 글리세린은 다른 것보다 체내에서 더 오래 지속된다. 질산염에 지속적으로 노출되면 신체가 정상적으로 이 약물에 반응하지 않을 수 있음이 입증되었다. 전문가들은 밤동안 패치를 제거하여 질산염에 대한 반응성을 복구하는 시간을 가질 것을 권장한다. 니트로 글리세린의 보다 짧은 작용형 제제는 하루에도 여러 번 사용되어 내성이 생길 위험이 적다. 니트로 글리세린(Nitroglycerin)은 1878년 협심증 발병을 치료하기 위해 윌리엄 머렐(William Murrell)에 의해 처음 사용되었다.

## 산업용 노출
다량의 니트로 글리세린에 드물게 노출되면 "NG head"또는 "bang head"로 알려진 두통이 심하게 발생할 수 있다. 이러한 두통은 일부 사람들을 아무것도 못 하게 만들 정도로 심각 할 수 있다. 그러나 인간은 장기 노출 후 니트로 글리세린에 대한 내성과 의존성이 생긴다.금단은 드물게 치명적일 수 있다. 금단증상은 흉통 및 심장문제를 포함하며, 저항력이 없다면 니트로 글리세린 또는 기타 적절한 유기 질산염에 재 노출될 수 있다. 니트로 글리세린 (NTG) 제조 시설의 근로자의 경우, 금단의 효과로 가끔 "일요일 심장 마비"를 포함하여 venodialating effects에 대한 내성이 생긴다. 주말에는 근로자가 내성을 잃고 월요일에 다시 노출 될 때 격렬한 혈관 확장으로 빠른 심박수, 현기증 및 두통이 생기며 이를 "Monday Disease"라고 한다. 사람들은 호흡기, 피부 흡수, 삼킴, 눈에 들어가는 등의 방법으로 직장에서 니트로 글리세린에 노출 될 수 있다. OHSA는 작업장에서 8시간동안 0.2ppm (2mg/m3)의 피부 노출을 니트로 글리세린 노출에 대한 법적 허용 노출 한도를 정했다. (NIOSH)는 8시간 동안 0.1mg/ m2 로 피부 노출의 권장 노출 한계 (REL)를 정했다.을75mg/m3 수준에서 니트로 글리세린은 생명과 건강에 치명적이다.

## 같이 보기
- Erythritol tetranitrate
- Ethylene glycol dinitrate
- Mannitol hexanitrate
- 메틸질산
- Tetranitratoxycarbon
- Xylitol pentanitrate
- RE 계수
- List of investigational sexual dysfunction drugs
- 나이트로메탄 (인화성 무색 액체)
- 나이트로글리콜